# Charlton Island
Charlton Island ist eine unbewohnte Insel in der James Bay.
Politisch gehört die Insel zur Qikiqtaaluk-Region des kanadischen Territoriums Nunavut. 
Die Insel liegt nordwestlich der Rupert Bay, in welche der Fluss Rivière Rupert mündet.
Sie hat eine Fläche von 308 km².
Die Südspitze von Charlton Island stellt auch den südlichsten Punkt von Nunavut dar.
Thomas James, der seinen Namen der James Bay gab, überwinterte auf der Insel im Jahre 1631.
Er benannte sie nach Karl I., König von England, Schottland und Irland. Die Gründer von Fort Rupert (1668) müssen die Insel gesehen haben. Charles Bayly, Gouverneur der Hudson’s Bay Company, strandete im Jahr 1674 beinahe auf der Insel. Dies war noch bevor er 1679 Charlton Island als ein Zentraldepot der drei an der James Bay gelegenen Handelsposten vorschlug. Dieses Vorhaben wurde bis 1685 oder später verwirklicht. Nach der Hudson Bay-Expedition (1686) planten die Franzosen, ihre Gefangenen auf die Insel zu deportieren.